# (344581) Albisetti
(344581) Albisetti és un asteroide pertanyent al cinturó d'asteroides, descobert el 24 de gener de 2003 des de l'Observatori Astronòmic Sormano, a Itàlia. El descobriment ha estat assignat al propi Observatori.
Es va designar inicialment com 1995 RK. Més endavant va ser anomenat en honor del metge italià Walter Albisetti (1957-2013).
Albisetti orbita a una distància mitjana del Sol de 3,0908 ua, podent acostar-s'hi fins a 2,4548 ua i allunyar-se'n fins a 3,7269 ua. Té una excentricitat de 0,2057 i una inclinació orbital de 7,6717° graus. Triga a completar una òrbita al voltant del Sol 1984 dies. La seva magnitud absoluta és 16,3.